# Sapkás lile
A sapkás lile (Thinornis cucullatus) a madarak osztályának verébalakúak (Passeriformes) rendjébe és a billegetőfélék (Motacillidae) családjába tartozó faj.

## Rendszerezése
A fajt Louis Pierre Vieillot francia ornitológus írta le 1818-ban, a Charadrius nembe Charadrius cucullatus néven. Egyes szervezetek Thinornis rubricollis néven sorolják be.

## Előfordulása
Ausztrália nyugati és déli részén, valamint Tasmania területén honos. Természetes élőhelyei a tengerpartok, lagúnák, valamint édesvízi mocsarak és tavak. Állandó, nem vonuló faj.

## Megjelenése
Testhossza körülbelül 23 centiméter, szárnyfesztávolsága 36-44 centiméter, testtömege 52–69 gramm.

## Szaporodása
|  |

## Természetvédelmi helyzete
Az elterjedési területe nagyon nagy, de csökken, egyedszáma 7000 példány körüli és szintén csökken. A Természetvédelmi Világszövetség Vörös listáján sebezhető fajként szerepel.